# Ґлухово (Познанський повіт)
Ґлухово (пол. Głuchowo) — село в Польщі, у гміні Коморники Познанського повіту Великопольського воєводства.
Населення — 624 особи (2011).
У 1975-1998 роках село належало до Познанського воєводства.

## Демографія
Демографічна структура станом на 31 березня 2011 року:
|          | Загалом | Допрацездатний вік | Працездатний вік | Постпрацездатний вік |
| -------- | ------- | ------------------ | ---------------- | -------------------- |
| Чоловіки | 305     | 76                 | 213              | 16                   |
| Жінки    | 319     | 71                 | 201              | 47                   |
| Разом    | 624     | 147                | 414              | 63                   |